# Cleora longifibulata
Cleora longifibulata là một loài bướm đêm trong họ Geometridae.